# پیپت چمنزار

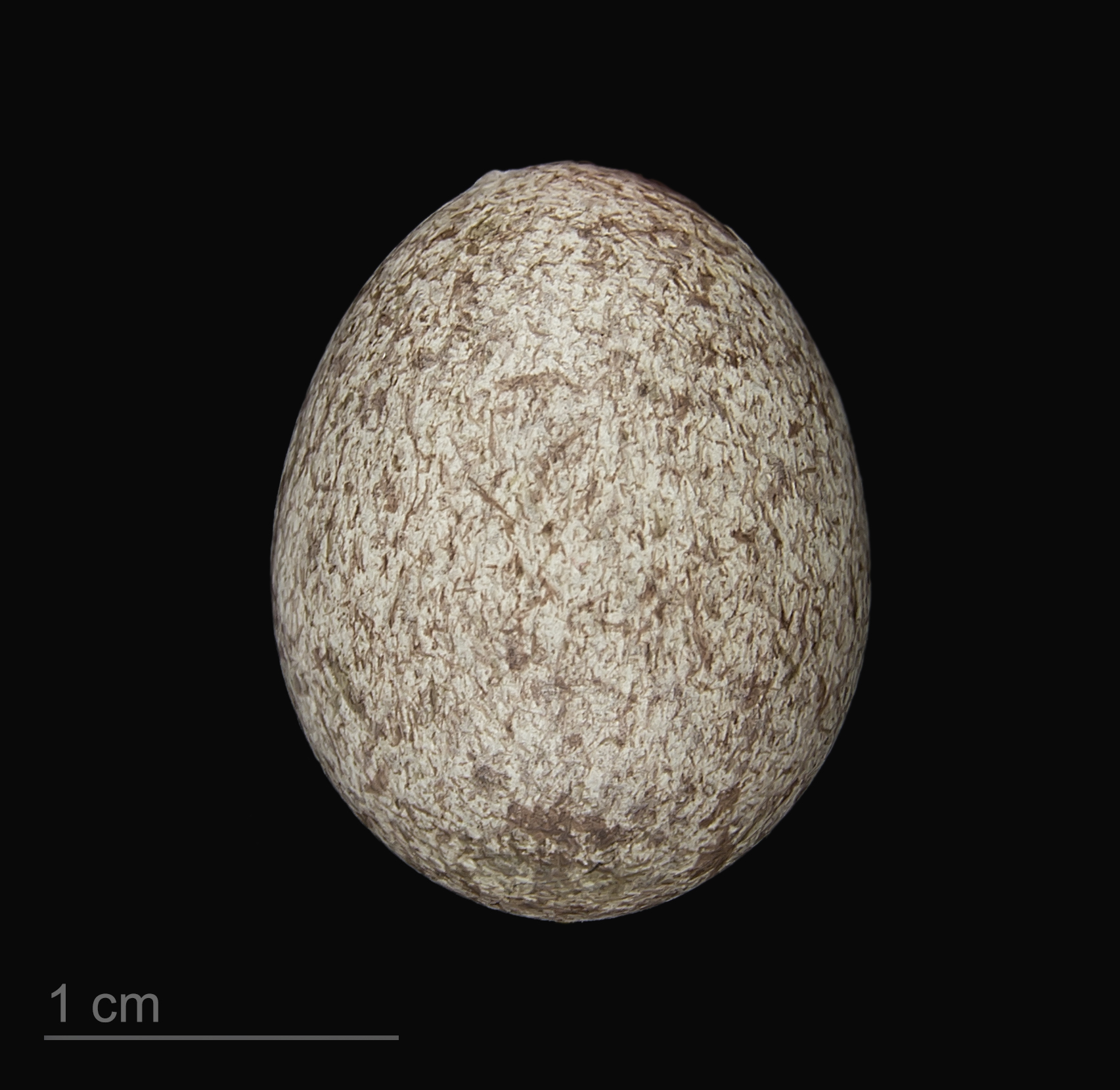
Anthus pratensis

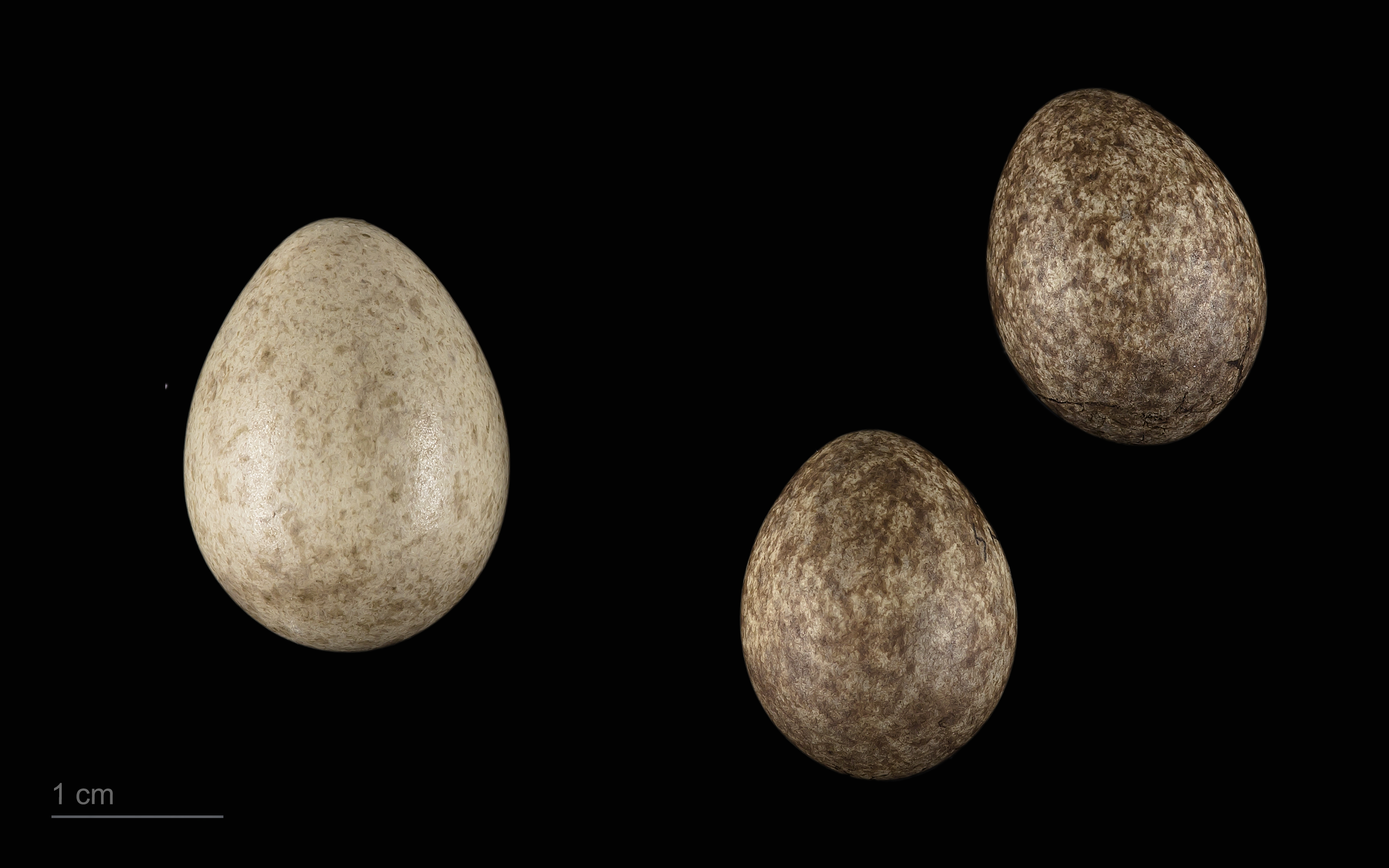
Cuculus canorus canorus + Anthus pratensis

پیپت چمنزار یا پیپت صحرایی با نام علمی Anthus pratensis یکی از گنجشک‌سانان کوچک است که در بیشتر نواحی شمال اروپا و همچنین شمال غربی آسیا، از جنوب غربی گرینلند و شرق ایسلند تا شرق کوه‌های اورال در روسیه و جنوب تا مرکز فرانسه و رومانی زندگی می‌کند. همچنین دسته‌های تنهایی از این پرنده در رشته کوه‌های قفقاز دیده شده‌است.
پیپت چمنزار پرنده‌ای مهاجر است و زمستان‌ها به سوی جنوب اروپا، شمال آفریقا و جنوب غربی آسیا کوچ می‌کند. دسته‌ای نیز در بریتانیا، ایرلند و نواحی مجاور در اروپای غربی اقامت دارد که آن‌ها نیز در زمستان به نواحی ساحلی یا زمین‌های پست مهاجرت می‌کنند.

## ویژگی‌ها
پیپت چمنزار دارای پراکندگی زیادی است و در مقایسه با دیگر پی‌پت‌ها کوچکتر است. طول آن در حدود ۱۴،۵ تا ۱۵ سانتی‌متر و وزنی بین ۱۵ تا ۲۲ گرم دارد. رنگبندی پرهای پرنده دیدن او را بر روی زمین دشوار می‌سازد. پرها معمولاً در قسمت بالا قهوه‌ای و در پایین نخودی رنگ بوده و نقطه‌های تیره‌ای بر روی بیشترشان وجود دارد. دم پرنده نیز قهوه‌ای رنگ بوده و باریکه‌هایی سفید رنگ در لبه‌های آن مشاهده می‌شود. نوک پرنده باریک است و پاهایی به رنگ زرد متمایل به صورتی کم‌رنگ دارد که چنگال عقبی بلندتر از دیگر چنگال‌های پای پرنده است. همچنین آن دسته از پیپت‌های چمنزار که در ایرلند و اسکاتلند زادآوری می‌کنند تیره‌رنگ‌تر از هم‌نوعان خود در دیگر مناطق هستند.

## زیستگاه
پیپت چمنزار غالباً در مناطق باز غیرقابل کشت یا جاهایی با کشاورزی کم همچون مراتع، باتلاق‌ها و خلنگ‌زارها زندگی می‌کند و شمار اندکی از آنان نیز ساکن گندم‌زارهای زراعی هستند. در زمستان نیز شوره‌زارها و گاه جنگل‌های باز را برای ماندن انتخاب می‌کند. پیپت چمنزار بیشتر وقتش را بر روی زمین می‌گذراند و از منابع زمینی تغذیه می‌کند اما در مواقع لازم برای دیدن شکارچیانش بر روی نواحی مرتفعی همچون درختچه‌ها، نرده‌ها، کابل‌های برق و مانند نیز می‌نشیند.

## تغذیه
غذای پیپت چمنزار در درجهٔ اول حشرات و دیگر بی‌مهرگانی است که غالباً کمتر از ۵ میلی‌متر طول دارند. این پرنده همچنین از دانه‌های علف، جگن، نی بوریا و خلنگ و توت‌میوه‌های سنگروی سیاه، به ویژه در زمستان تغذیه می‌کند.

## زادآوری
این پرنده لانهٔ خود را بر روی زمین و در میان پوشش گیاهانی که آن را از دید مخفی کند می‌سازد و پس از جفت گیری بین ۲ تا ۷ (غالباً ۳ تا ۵) تخم درون آن می‌گذارد. جوجه‌ها پس از گذشت ۱۱ تا ۱۵ روز سر از تخم درآورده و ۱۰پس از آن بین ۱۰ تا ۱۴ روز طول می‌کشد تا پرهایشان درآید.
لانهٔ پیپت چمنزار در عین حال یکی از میزبانان اصلی تخم‌های کوکو است و خود پرنده نیز یکی از گونه‌های مهم شکار برای پرندگان شکاری همچون ترمتای و باز شمالی به شمار می‌رود.